# Eugène Berthoud
Eugène Berthoud, né le 4 novembre 1828 à Saint-Quentin et mort le 9 juillet 1872 à Paris 10e, est un poète et feuilletoniste français.

## Biographie
Orphelin à l’âge de 6 ans, Berthoud a été emmené à Paris par une parente de son père qui l’a élevé comme son fils. Bachelier ès lettres, à l’issue de brillantes études, il commence par travailler dans la banque. Son entrée dans le monde des lettres aurait été motivé par des circonstances inusuelles : très répandu dans le demi-monde parisien, Berthoud avait commencé par mener joyeuse vie. Un jour, sans le sou après avoir dilapidé les 800 000 francs qu’il possédait, un de ses amis rencontré sur le boulevard lui a suggéré, comme moyen de gagner de l’argent, de raconter sa vie dans un roman mettant en scène le monde qu’il avait fréquenté, qu’il demanderait à Dumont, du Figaro, de publier dans son journal. 
En réalité, la première publication de Berthoud est un recueil de quatre nouvelles, intitulé Entre deux cigares, où son ami, le fils du baron de Reiffenberg, a inséré une seule nouvelle intitulée l’As de cœur, pour lui mettre, en quelque sorte, le pied à l’étrier. Édouard Thierry, dans le Moniteur universel, après avoir évoqué le talent de Reiffenberg et loué sa nouvelle, conclut sur « le désir impatient d’en avoir [du talent] et la première joie de montrer son esprit » de Berthoud. La critique de l’Appel, en revanche, fustige ouvertement la collaboration, et en dénonce à mi mot les motifs. Après avoir pris soin de distinguer « l’œuvre d’un auteur consciencieux du voisinage affligeant des élucubrations d’un écrivain sans mérite et sans dignité », Eugène Muller invite ses lecteurs « à enlever, comme nous l’avons fait, pour les jeter au feu, les quatre » nouvelles de Berthoud, de l’ouvrage, qui sera saisi par le ministère public pour cause d’outrage à la magistrature.
Signalé comme « le début d’un jeune écrivain qui porte un nom déjà renommé dans les lettres », son œuvre suivante, Un baiser mortel, « étude originale et finement railleuse de la vie élégante des villes d’eaux » publié sous son seul nom, d’abord en feuilleton dans le Roman, reçoit un bien meilleur accueil. Olympe Audouard signale, dans le Papillon, un roman « attrayant […] palpitant d’intérêt d’un bout à l’autre […] écrit avec une verve brillante et un esprit vif, tout en étant toujours de bonne compagnie. » Ponson du Terrail distingue chez l’auteur « une belle langue, étincelante d’esprit et d’originalité » et affirme qu’il « ira loin, j’ose le lui prédire, surtout s’il est un peu plus homme de lettres, un peu moins homme du monde, c’est-à-dire s’il continue à travailler. » La Lorgnette rapporte, le 13 octobre 1861, qu’il est question d’un drame en cinq actes tiré du roman, pour l’Ambigu, en collaboration avec Amédée de Jallais, qui parait être resté sans suite.
Après ce succès plein de promesse, il publie Secret de femme, contes parisiens, « heureux dans la conception et dans l’exécution habile », avant de s’arrêter un temps afin d’étudier à fond et sur le vif les mœurs parisiennes, dont il voulait être l’historiographe, avant de revenir avec un roman intitulé les Paresseux de Paris, signé du pseudonyme « Gontran Borys », qu’il devait réutiliser. Après sa parution en feuilleton, à partir du 2 janvier 1870, dans le Figaro, ce roman, qui, selon Lorédan Larchey, « sent le mélodrame d’assez loin », met en scène ceux qui veulent jouir aux dépens des autres : assassins, maitres-chanteurs, empoisonneuses, etc., dans des scènes de bouges et de salons. Selon Édouard Hubert, « les salons sentent un peu l’Ambigu, mais les bouges sont vrais dans l’horrible », sera publié en 2 volumes chez Édouard Dentu.
Les Paresseux de Paris, où un critique a discerné « La vivacité du style, une grande originalité de pensées, une étonnante facilité d’expression, un mélange varié de gaieté. d’humour, de mélancolie et de tristesse, des tableaux de mœurs saisissants et des portraits pris sur le vif, des réflexions judicieuses sur les scènes qu’il déroule et les personnages qu’il met en scène », ayant obtenu un très grand succès, son auteur parvient à gagner, grâce à sa plume, 40 000 francs par an. Cet ouvrage sera même traduit en russe.
Vient ensuite Le Cousin du diable, roman de cape et d’épée, ouvrage traduit en grec, suivi du Beau Rolland, « feuilleton d’aventures très compliqué qui rappelait les beaux jours de Ponson du Terrail. », qui a obtenu un véritable succès dans le Figaro. Le Beau Roland, qui sera traduit en anglais, sera publié chez Dentu en volume en 1872, mais à titre posthume. Alors qu’il en corrigeait les épreuves, il a succombé, après trois jours de maladie, à une pneumonie, gagnée aux bains froids. Il était au nombre des collaborateurs inaugurant L’Événement, le 6 avril 1972.
Malgré leur mérite, le Cousin du diable, les Paresseux de Paris et le Beau Rolland, ces « œuvres brillantes où la vigueur du drame ne le cède en rien à l’élégance du style » ne sont que les esquisses d’un grand roman en préparation sur lequel Berthoud, cité comme « l’un des rares écrivains qui aient pu, dans ces dernières années, soutenir la rude concurrence que les tragédies courant les rues ont faite aux émotions du feuilleton-roman, comptait beaucoup : les Paniers percés. »
À l’issue d’une cérémonie religieuse présidée par le pasteur D’Hombre à son domicile, rue de Chabrol, selon la coutume de la religion protestante, à laquelle il appartenait, il a été inhumé au Père-Lachaise, où Henri de Lapommeraye a prononcé un discours, au nom de la Société des gens de lettres.
Deux ans après sa mort, Finette le roman qu’il publiait avec succès dans le Figaro, quand la mort l’a surpris, parait en volume, augmenté d’un roman inédit, Sous les cendres, dont le Figaro écrit qu’il révèle « que c'est à cette terrible manie (le noctambulisme) que Gontran Borys a contracté la maladie qui nous l'a enlevé. »

## Œuvres
- Entre deux cigares : Entre deux cigares. — Ah ! que l’amour est agréable ! — Ce que c’est qu’un voleur. — Quand on est myope. (nouvelles), Paris, Édouard Dentu, 1855, 144 p., in-18 (OCLC 457103376, lire en ligne sur Gallica).
- Un baiser mortel, Paris, Michel Lévy, 1861, 352 p., in-18 (OCLC 457103387).
- Secret de femme : contes parisiens, Paris, Michel Lévy, 1862, 352 p., in-16 (OCLC 39497004).
- Les Paresseux de Paris, Paris, 1870, 226 p., gr. in-8º (OCLC 1403950598, lire en ligne sur Gallica).
- Le Cousin du diable, t. 1, Paris, Édouard Dentu, 1870, 424 p., 2 vol. ; 18 cm (lire en ligne sur Gallica), t. 2 sur Gallica.
- Le Beau Roland, Paris, Édouard Dentu, 1872, 240 p., gr. in-8º (OCLC 1244234158, lire en ligne sur Gallica).
- Finette. Dans les cendres, Paris, Édouard Dentu, 1874, 335 p., in-18.